# Benalúa
Benalúa település Spanyolországban, Granada tartományban. Benalúa Purullena, Fonelas és Guadix községekkel határos. Lakosainak száma 3339 fő (2024).

## Népesség
A település népessége az elmúlt években az alábbi módon változott:
| Lakosok száma | 3164 | 3222 | 3311 | 3326 | 3370 | 3296 | 3277 | 3318 | 3289 | 3339 |
|               | 2001 | 2004 | 2006 | 2009 | 2011 | 2014 | 2016 | 2019 | 2021 | 2024 |